# تمساح (آینه سیاه)
تمساح (به انگلیسی: Crocodile)، سومین قسمت از فصل چهارم مجموعه آنتولوژی علمی‌تخیلی بریتانیایی آینه سیاه است. این اپیزود توسط خالق سریال آینه سیاه یعنی چارلی بروکر نوشته شده و جان هیلکات آن را کارگردانی کرده‌است. تمساح همچون دیگر اپیزودهای فصل چهارم سریال در تاریخ ۲۹ دسامبر ۲۰۱۷ توسط نت‌فلیکس منتشر شد.
این اپیزود داستان زنی به نام میا نولان را دنبال می‌کند که بعد از یک مهمانی به همراه دوست‌پسر خود باب در حال بازگشت به خانه است. آن‌ها در میانه راه با یک دوچرخه‌سوار تصادف می‌کند. دوچرخه‌سوار می‌میرد و باب که می‌داند به علت مست بودن اجازه نشستن در پشت فرمان را ندارد، میا را راضی می‌کند که هم جنازه و دوچرخه را به داخل دریا پرت کنند. میا با اکراه قبول می‌کند. سپس داستان با پرشی پانزده ساله به جلو می‌رود. راب که اضطراب و عذاب وجدان در تمامی این سال‌ها او را رها نکرده به نزد میا رفته و می‌گوید قصد دارد خود را به پلیس معرفی کند. هم‌زمان، یک سری حوادث باعث می‌شود تا یک کارمند شرکت بیمه که برای تحقیق دربارهٔ یک حادثه استخدام شده، به سراغ میا برود که این مسئله میا را با خطر بزرگی مواجه می‌کند.
به خاطر نیاز به فضای برفی و سرد، این اپیزود به صورت کامل در ایسلند جلوی دوربین رفت. تمساح با نظرات متوسط و دوگانه‌ای از سوی منتقدان مواجه شد. فیلم‌برداری، فضاسازی، عملکرد آندره‌آ ریسبرو و کارگردانی هیلکات مورد ستایش قرار گرفت اما منتقدان نسبت به پیچیدگی داستان، خشونت بیش از حد آن و پایان بسیار تاریک اپیزود انتقاد داشتند. همچنین برخی اشاره کردند که این اپیزود از نظر ایده داستانی، شباهت‌هایی به اپیزود همه تاریخچه تو دارد.